# Franco Barbero (attore)
Franco Barbero (Asti, 9 febbraio 1944) è un attore italiano specializzato nei ruoli da caratterista.
Al cinema viene ricordato nel ruolo dell'odiato cognato di Lino Banfi nel film Al bar dello sport.

## Biografia
Attivo soprattutto in teatro, recita nei primi anni settanta nel ruolo di secondo comico in dieci commedie con Erminio Macario. Dal 1975 al 1980 forma con Carlo Campanini una "compagnia del teatro comico", che agisce principalmente in Piemonte, Lombardia e Liguria rappresentando testi di Amendola e Corbucci, Hennequin e Veber, Eugène Labiche, Mariani, Casaleggio, Curcio, Chiosso-D'Ottavi e altri; ai lavori prendono parte, tra gli altri, Sylva Koscina, Femi Benussi, Tonino Micheluzzi, Carla Maria Puccini, Margherita Fumero, Genny Folchi, Carlo Rizzo, Nella Colombo e Maria Teresa Ruta. Con Piero Mazzarella e Rino Silveri nel 1978 e 1979, a Milano, gestisce il teatro di via San Calimero.
Nel 1981 e 1982 crea una propria compagnia chiamando accanto a sé Alfredo Rizzo e Luca Sportelli. Nel 1983 e 1984 con Stella Carnacina rappresenta La gatta e il coniglio di Amendola e Corbucci, con le musiche di Guido e Maurizio De Angelis, primo giro nazionale. Dal 1984 al 1994 è il comico della "compagnia italiana di operette Franco Barbero - Nadia Furlon", lavorando in tutti i principali teatri italiani con un repertorio di 11 operette. Nel 1995 la soubrette è Maria Rosa Congia. Finito questo periodo di attore comico, inizia una nuova carriera di attore comico e drammatico, ed interpreta, tra gli altri: Comico, spalla e soubrette; Le nuvole di Aristofane; Amleto di William Shakespeare; Le furberie di Scapino di Molière; Amore e chimica; Uomini stregati dalla luna; Càsina di Plauto; Forbici follia; Rudens di Plauto; La scuola dei mariti di Molière; Sogno di una notte di mezza estate di William Shakespeare; Mercator di Plauto; L'eunuco di Terenzio; Le souper di Ferenc Molnár; Processo di Giordano Bruno; Riccardo III di William Shakespeare; Il povero Piero di Achille Campanile; Sottobanco di Domenico Starnone; Margarita e il gallo di Edoardo Erba; L'Orestiade di Eschilo ed altri.

## Filmografia

### Cinema
- Ciak si muore, regia di Mario Moroni (1974)
- Il piatto piange, regia di Paolo Nuzzi (1974)
- Perché si uccidono (La merde), regia di Mauro Macario (1975)
- Porci con la P.38, regia di Gianfranco Pagani (1977)
- Ho fatto splash, regia di Maurizio Nichetti (1980)
- Al bar dello sport, regia di Francesco Massaro (1983)
- Domani mi sposo, regia di Francesco Massaro (1984)
- Volere volare, regia di Maurizio Nichetti (1991)
- Il prezzo, regia di Rolando Stefanelli (2000)
- Il principe e il pirata, regia di Leonardo Pieraccioni (2001)
- Senso '45, regia di Tinto Brass (2002)
- Un viaggio chiamato amore, regia di Michele Placido (2002)
- A.A.A.Achille, regia di Giovanni Albanese (2003)
- Signora, regia di Francesco Laudadio (2004)
- La tigre e la neve, regia di Roberto Benigni (2005)
- Amore che vieni, amore che vai, regia di Daniele Costantini (2008)
- Romanzo di una strage, regia di Marco Tullio Giordana (2011)
- Aspromonte, regia di Hedy Krissane (2012)
- Il comandante e la cicogna, regia di Silvio Soldini (2012)
- Storie del Monferrato noir, regia di Max Chicco, Mathieu Gasquet e Simona Rapello (2012)
- Ci vuole un gran fisico, regia di Sophie Chiarello (2013)
- Firmamento nerostellato, regia di Victor Vegan (2014)
- Mirafiori Lunapark, regia di Stefano Di Polito (2015)
- Sadie, regia di Craig Goodwill (2015)
- Veloce come il vento, regia di Matteo Rovere (2016)
- Amore grande, regia di Max Chicco (2016)
- Il mare si ritira, regia di Simone Rivoire (2016)
- Da dove tutto ebbe inizio, regia di Victor Vegan (2017)
- La trappola, regia di Antonio Lo Sito (2018)
- Il soffio lieve della storia, regia di Carlo Ausino (2018)
- Jerusalem-Yerushalayim - Al Quds - Libertà per credere, regia di Victor Vegano (2018)
- Il cielo guarda sotto, regia di Roberto Gasparro (2019)
- Qui non si muore, regia di Roberto Gasparro (2019)
- La fabbrica del sogno, regia di Max Chicco (2020)
- Blackout, regia di Marco Napoli (2020)
- Un passo alla volta, regia di Max Chicco (2021)
- C'era una volta il crimine, regia di Massimiliano Bruno (2022)
- Stessi battiti, regia di Roberto Gasparro (2022)
- Mi raccomando, regia di Ciro Villano (2022)
- Fino a prova contraria, regia di Giuseppe Cristofaro e Antonella Mercurio (2022)
- Le pinne magiche, regia di Enza Lasalandra (2022)
- La fine è azzurra , regia di Pierluca Di Pasquale (2025)

### Televisione
- Crociera di miele, regia di Lella Artesi – programma TV (1981)
- Le tre capitali, regia di Edmo Fenoglio – film TV (1982)
- Il Conte di Carmagnola, regia di Ugo Gregoretti – film TV (1983)
- Occhio di falco – serie TV (1996)
- Ladri si diventa, regia di Fabio Luigi Lionello – film TV (1998)
- Lui e Lei – serie TV, episodio 1x04 (1998)
- Provincia segreta – serie TV (1998)
- Vivere – soap opera (1998-2000)
- Un prete tra noi 2 – serie TV (1999)
- Don Matteo – serie TV, episodio 1x04 (2000)
- Vola Sciusciù, regia di Joseph Sargent – film TV (2000)
- Camici bianchi – serie TV (2000)
- La squadra – serie TV (2000)
- Padre Pio, regia di Carlo Carlei – miniserie TV (2000)
- Finalmente soli – serie TV (2000)
- Il terzo segreto di Fatima, regia di Alfredo Peyretti – film TV (2001)
- Cuccioli, regia di Paolo Poeti – miniserie TV (2002)
- Blindati, regia di Claudio Fragasso – miniserie TV (2003)
- Ragazzi e ragazze, regia di Gianni Zanardi – miniserie TV (2003)
- Una vita in regalo, regia di Tiziana Aristarco – miniserie TV (2003)
- Casa Vianello, regia di Francesco Vicario – sitcom (2003)
- La stagione dei delitti – serie TV  (2004)
- Cuore contro cuore – serie TV (2004)
- Angela, regia di Andrea Frazzi e Antonio Frazzi – film TV (2005)
- Regina dei fiori, regia di Vittorio Sindoni – miniserie TV (2005)
- Il Grande Torino, regia di Claudio Bonivento – miniserie TV (2005)
- Il mondo è meraviglioso, regia di Vittorio Sindoni – film TV (2005)
- La squadra – serie TV (2005)
- Il capitano – serie TV (2005)
- Diritto di difesa – serie TV, episodio 1x05 (2004)
- Questa è la mia terra – serie TV (2006)
- Domani è un'altra truffa, regia di Pier Francesco Pingitore – film TV (2006)
- L'uomo che sognava con le aquile, regia di Vittorio Sindoni – miniserie TV (2006)
- L'onore e il rispetto – serie TV (2006)
- Margarita e il gallo, regia di Ugo Chiti, in DVD (2006)
- La stagione dei delitti 2 – serie TV (2007)
- Caterina e le sue figlie – serie TV (2007-2008)
- Il sangue e la rosa, regia di Luigi Parisi – miniserie TV (2008)
- Capri 2 – serie TV (2008)
- La mia casa è piena di specchi, regia di Vittorio Sindoni – miniserie TV (2010)
- Le ragazze dello swing, regia di Maurizio Zaccaro – miniserie TV (2010)
- Sangue caldo – serie TV (2011)
- Questo nostro amore – serie TV (2012)
- Altri tempi, regia di Marco Turco – miniserie TV (2013)
- Rosso San Valentino, regia di Fabrizio Costa – miniserie TV (2013)
- La farfalla granata, regia di Paolo Poeti – film TV (2013)
- Baciamo le mani - Palermo New York 1958 – serie TV (2013)
- Provaci ancora prof! 5  – serie TV (2013)
- Per amore del mio popolo, regia di Antonio Frazzi – miniserie TV (2014)
- Non uccidere – serie TV (2015)
- I misteri di Laura – serie TV (2015)
- 1992 – serie TV, episodio 1x02 (2015)
- Mariottide – serie TV (2016)
- Rocco Schiavone – serie TV, episodio 1x01 (2016)
- La strada di casa – serie TV (2017)
- Sacrificio d'amore – serie TV (2017)
- Ognuno è perfetto, regia di Giacomo Campiotti – miniserie TV (2019)
- Italian Horror Stories, regia di Antonio Losito – film TV, episodio La trappola (2021)
- Everybody Loves Diamonds – serie TV (2023)
- Cuori 2 – serie TV (2023)

## Prosa televisiva
- Finestre sul Po di Alfredo Testoni e Macario, regia di Vittorio Barino (1972)
- I piccoli fastidi di Federico Garelli, regia di Massimo Scaglione (1974)
- Ho sognato il paradiso di Guido Cantini, regia di Edmo Fenoglio (1982)